# Nota bene
Nota bene (v latině „dobře si poznamenej“, „všimni si“, „nepřehlédni“) je slovní obrat – latinské rčení, jímž se v textu zdůrazňuje nějaká informace. Užíval se často v úředním styku, v listinách, protokolech apod. Zkracuje se jako NB, N.B. nebo nb.
V běžné řeči může odpovídat českému „což teprve“, „natož pak“ a podobně.